# Luxkaninchen

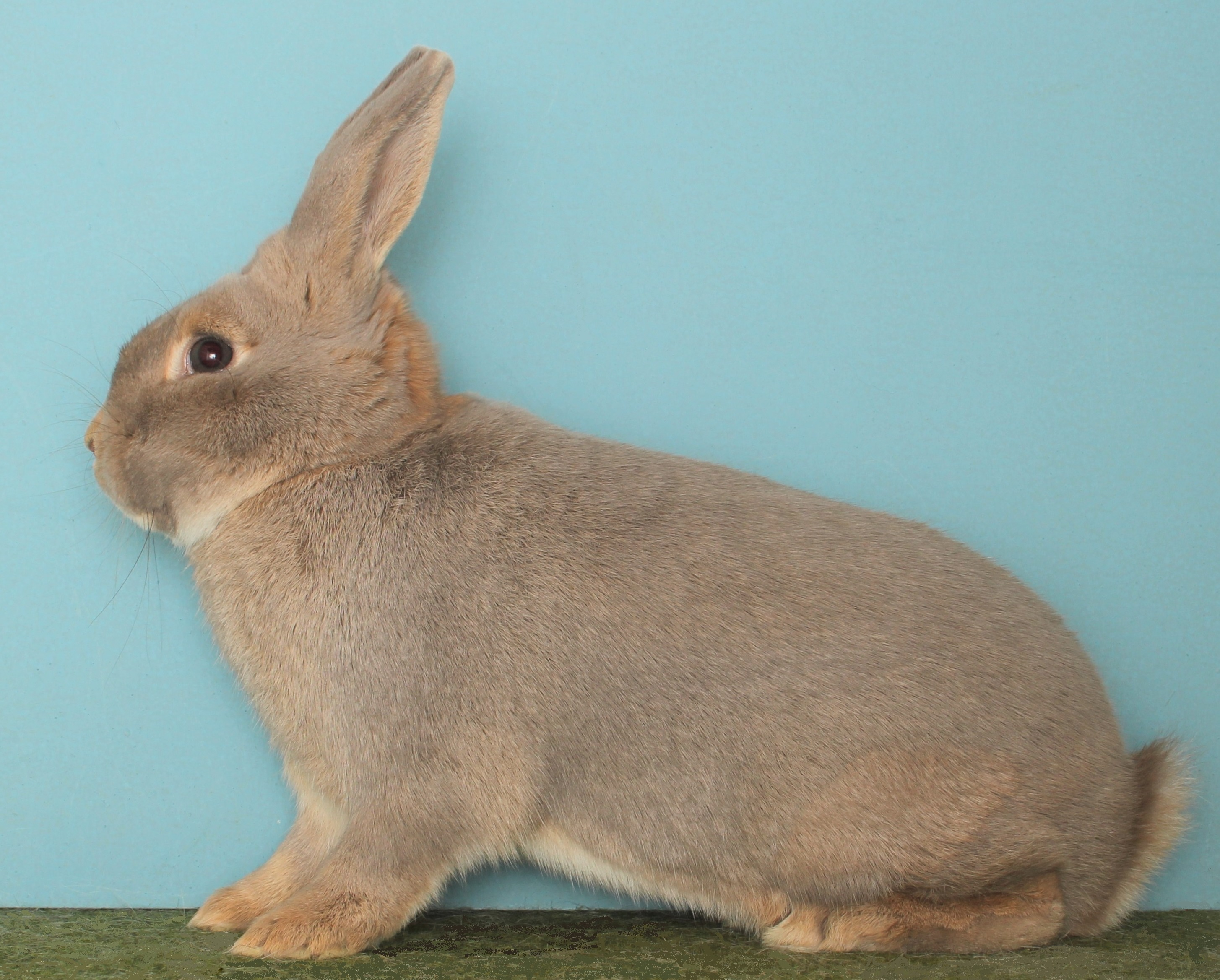
Ein typisches Luxkaninchen

Luxkaninchen ist eine nach ihrer, dem Luchs ähnlichen Fellfarbe benannte, kleine Kaninchenrasse.

## Aussehen
Luchskaninchen haben ein Gewicht von 2,5 bis 3,25 kg. Sie haben eine im Standard als blausilberfarben bezeichnete Deckfarbe, über der auf der Körperoberseite ein braunroter Anflug liegt. Eine Besonderheit des Luxkaninchens ist seine weiße Unterfarbe in allen Bereichen mit farbiger Deckfarbe, die keine andere wildfarbige Rasse zeigt. Die Farbe der Bauchunterseite, die Innenseite der Läufe sowie die Unterseite sind wesentlich heller, die Bauchunterfarbe bläulich, die Zwischenfarbe ist braunrot. Die Augenfarbe ist blaugrau.
Die Erbformel lautet:
schwarz: ABcdG (Deutsche Symbolik) bzw. AbCdE (Englische Symbolik)

## Geschichte der Rasse
Das Luxkaninchen entstand zufällig.
Der Herauszüchter des Düsseldorfer Perlfeh, Karl Hoffmann aus Düsseldorf (in manchen Publikationen auch „Hoffmanns“, diese Schreibweise scheint auf Joppich zurückzugehen) erhielt die Luxkaninchen bei seinen Kreuzungsversuchen. Hoffmann schreibt (zitiert nach Wischer), dass er aus einer Kreuzung von Perlfeh mit Marburger Feh auch gelbliche Tiere erhielt, die einem anderen Düsseldorfer Züchter sehr gut gefielen, da Felle dieser Farbe zu der Zeit (um 1920) als Besatz von Damenhüten gefragt waren. Hoffmann entschloss sich daher, mit diesen Tieren weitere Zuchtversuche zu unternehmen. Zufällig besaß er aus der Kreuzung einer Lohkaninchenhäsin (die eine fast weiße Bauchfarbe besessen haben soll) mit einem Rammler der Marburger Feh einen Rammler mit schmutzigweißer Unterfarbe und hellbrauner Deckfarbe, der angeblich einem Lohkaninchen ähnlich sah, aber weiße Abzeichen hatte. Ein Zufall war die Aufzucht dieses Tieres insofern, als die Häsin eigentlich als Amme für einen Wurf Perlfeh vorgesehen war, der aber ausblieb, so dass Hoffmann der Ammenhäsin den eigenen Wurf beließ. Diesen Rammler verpaarte Hoffmann nun mit einer der gelblichen Häsinnen aus der Kreuzung von Perlfeh und Marburger Feh. Zu seiner eigenen Überraschung fielen aus dieser Paarung 6 Jungtiere, die alle eine reinweiße Unterfarbe, eine scharf abgegrenzte rotbraune Zwischenfarbe und die hellsilberbraune Deckfarbe besaßen und diese Eigenschaften bei Verpaarungen untereinander auch rein weitervererbten.
Als Hoffmann diese Felle einem Kürschner zeigte, verglich dieser die Farbe mit der von Luchsfellen. 1919 zeigte Hoffmann die neue Rasse erstmals auf einer Ausstellung; die Anerkennung als Rasse erfolgte 1922. Aus heute nicht mehr ganz nachvollziehbaren Gründen entschied man sich dabei für die Schreibweise Luxkaninchen. Nach Dorn resultiert sie aus der Einsicht, dass sich keine echte Imitation des Luchsfells erreichen ließe. Diese Namensentscheidung wurde regelmäßig in Frage gestellt, vor allem, weil die Rasse außerhalb Deutschlands direkt nach dem Luchs benannt ist (Niederländisch Luchs, Französisch Lynx).

## Gefährdung
Im Jahr 2020 betrug die Zahl der Zuchten des Luxkaninchen noch um 100 mit weniger als 300 weiblichen und um 160 männlichen Tieren. Die Gesellschaft zur Erhaltung alter und gefährdeter Haustierrassen (GEH) führt das Luxkaninchen in der Roten Liste (Stand 2022) in der Kategorie II „stark gefährdet“. Dieselbe Einstufung findet sich in der „Liste einheimischer Nutztierrassen–Kaninchen“ vom Oktober 2022 der Bundesanstalt für Landwirtschaft und Ernährung. Als Rassebetreuer für das Luxkaninchen fungiert gegenwärtig die Geschäftsstelle der GEH. Die GEH hat diese Rasse zusammen mit den beiden Kaninchenrassen Marderkaninchen und Angorakaninchen für 2024 zur Gefährdeten Nutztierrasse des Jahres 2024 erklärt.

## Ähnliche Rassen
Die Luxfarbe ist auch beim Farbenzwerg als Farbschlag anerkannt.